# Insurgência em Achém
A insurgência em Achém foi um conflito travado pelo Movimento Achém Livre (MAL) entre 1976 a 2005 a fim de obter a independência da Indonésia.  As consequências de uma forte ofensiva militar em 2003 e a destruição causada pelo terremoto de 2004 no Oceano Índico trouxe um acordo de paz e um fim à insurgência.

## Antecedentes
Existe uma diferença cultural e religiosa entre Achém e o restante da Indonésia. Uma forma mais conservadora do Islã do que a corrente dominante na maior parte da Indonésia é amplamente praticada em Achém. As políticas seculares do regime da Nova Ordem de Suharto (1965-1998) foram especialmente impopulares em Achém, onde muitos se ressentiam da política do governo central de promover uma "cultura indonésia" unificada.  Além disso, não surpreendentemente, dada a localização da província no extremo norte da Indonésia, existe um sentimento generalizado na província de que as lideranças na distante Jacarta não entendem os problemas de Achém e têm pouca simpatia pelas necessidades e pelos costumes locais em Achém. 

## Conflito
Durante a década de 1970, ao abrigo de acordos com o governo central da Indonésia, o petrolíferas americanas e as companhias de gás começaram a exploração dos recursos naturais de Achém. A alegada distribuição desigual dos lucros entre o governo central e as populações nativas de Achém induziram Hasan di Tiro, ex-embaixador de Darul Islam, a clamar pela independência de Achém. Ele proclamou a independência de Achém em 1976.
O movimento teve um pequeno número de seguidores, inicialmente, e o próprio Hasan di Tiro teve que viver no exílio na Suécia. Enquanto isso, a província seguiu a política de Suharto de desenvolvimento econômico e industrialização. Durante o final dos anos 1980, diversos incidentes de segurança levaram o governo central indonésio a tomar medidas repressivas e enviar tropas para Achém. A violação dos direitos humanos foi excessiva na próxima década, resultando em muitas queixas por parte de Achém em relação ao governo central da Indonésia.
Durante a década de 1990, o caos em Java e um governo ineficaz central deram vantagem ao Movimento Achém Livre, que resultou na segunda fase da revolta, desta vez com grande apoio do povo de Achém. Esse apoio foi demonstrado durante o plebiscito de 2000, em Banda Achém, em que participaram cerca de meio milhão de pessoas (de quatro milhões de habitantes da província). O governo central indonésio respondeu em 2001, ampliando a autonomia Achém, dando ao seu Governo o direito de aplicar a lei islâmica de forma mais ampla e o direito de receber investimentos estrangeiros diretos. Esta foi mais uma vez acompanhada por medidas repressivas, no entanto, e em 2003 iniciou-se uma ofensiva e um estado de emergência que foi proclamado na Província. A guerra ainda estava em curso quando o desastre do tsunami de 2004 atingiu a província.

## Ver Também
- Conflito de Papua
- Ocupação de Timor-Leste pela Indonésia